# المهلل (مناخة)

تعديل مصدري - تعديل

المهلل هي إحدى قرى عزلة المغارب العليا بمديرية مناخة التابعة لمحافظة صنعاء، بلغ تعداد سكانها 106 نسمة حسب تعداد اليمن لعام 2004.